# Mandala Sari (Bayung Lencir)
Mandala Sari is een bestuurslaag in het regentschap Musi Banyuasin van de provincie Zuid-Sumatra, Indonesië. Mandala Sari telt 959 inwoners (volkstelling 2010).